# Colostygia latentaria
Colostygia latentaria là một loài bướm đêm trong họ Geometridae.